# 政治学院

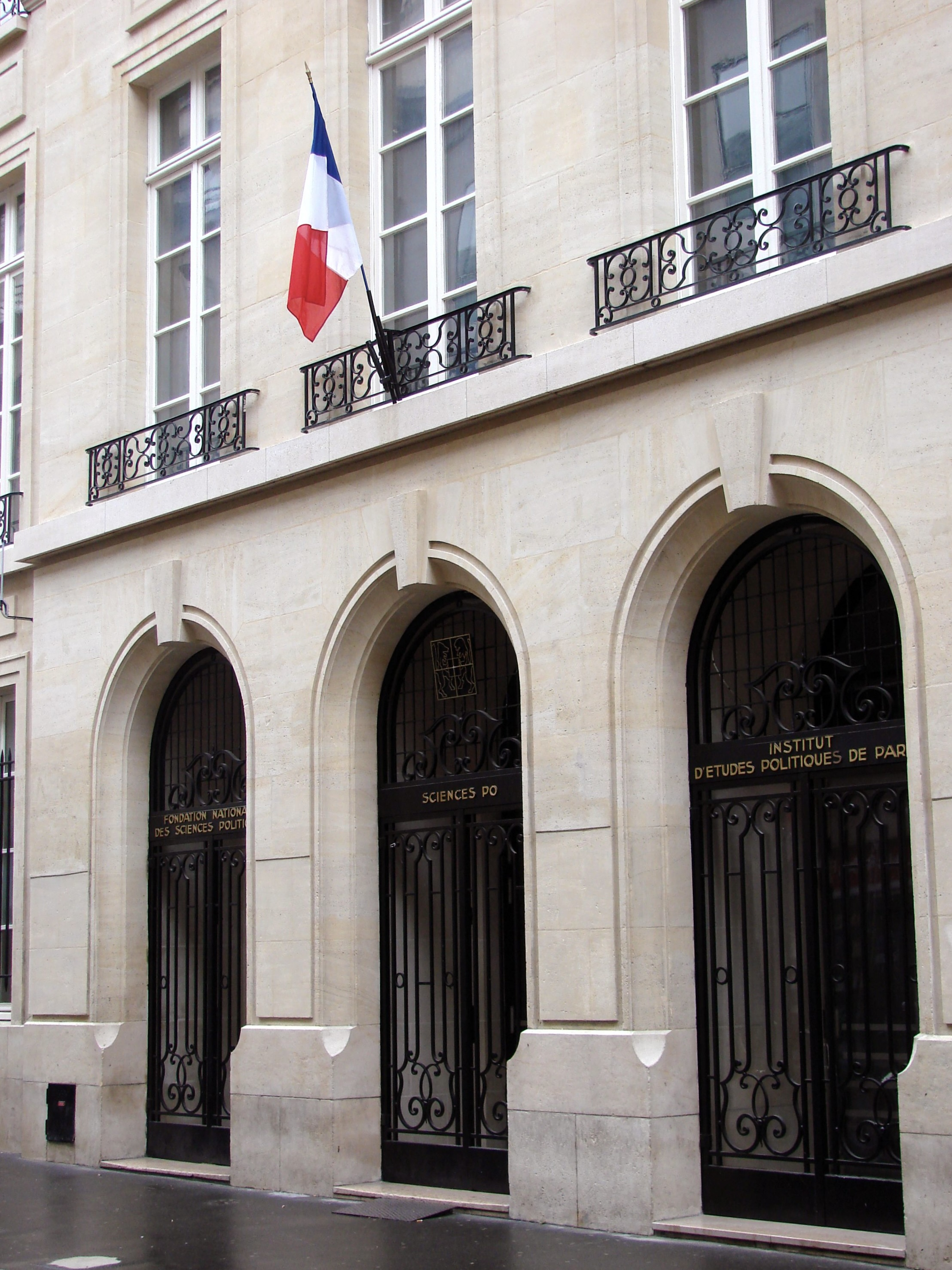
パリ政治学院

政治学院（仏: Institut d'études politiques、略称: Sciences Po〈シアンスポ〉、I.E.P.〈イウペ〉）は、フランスの行政系グランゼコール。

## 概要
現在はエクス＝アン＝プロヴァンス・ボルドー・グルノーブル・リール・リヨン・レンヌ・パリ・ストラスブール・トゥルーズ、サン＝ジェルマン＝アン＝レーの10都市にそれぞれある。入学生の大部分は入学試験に合格しなければならない。パリ政治学院、グルノーブル政治学院、ボルドー政治学院の3校のみ独自入試を課し、他は統一試験である。地方の政治学院は各都市の国立大学附属の行政的公施設法人である。

## 一覧
| 名前                                 | 創立年 | 地位                                             |
| ------------------------------------ | ------ | ------------------------------------------------ |
| パリ政治学院                         | 1872年 | EPSCP                                            |
| ストラスブール政治学院               | 1945年 | ストラスブール大学の部門                         |
| ボルドー政治学院                     | 1948年 | ボルドー大学のEPA                                |
| トゥールーズ政治学院                 | 1948年 | トゥールーズ第1大学のEPA                         |
| グルノーブル政治学院                 | 1948年 | グルノーブル＝アルプ大学のEPA                    |
| リヨン政治学院                       | 1948年 | リュミエール・リヨン第2大学のEPA                 |
| エクス＝アン＝プロヴァンス政治学院   | 1956年 | エクス＝マルセイユ大学のEPA                      |
| リール政治学院                       | 1991年 | リール大学のEPA                                  |
| レンヌ政治学院                       | 1991年 | レンヌ第1大学のEPA                               |
| サン＝ジェルマン＝アン＝レー政治学院 | 2013年 | セルジー＝ポントワーズ大学とベルサイユ大学の部門 |

## 歴史
- 1872年：自由政治科学院創設（パリ政治学院の前身）
- 1945年：ストラスブール政治学院創設
- 1948年：ボルドー政治学院・トゥルーズ政治学院・リヨン政治学院・グルノーブル政治学院創設
- 1956年：エクス＝アン＝プロヴァンス政治学院創設
- 1991年：リール政治学院・レンヌ政治学院創設

## 連携
従来は教育や研究課題などのこと以外は政治学院間の連携あまりなかったが、近年6つの政治学院の共通入学試験などでネットワークを創設し、交流を図っている。また、パリの郊外にあるサン＝ジェルマン＝アン＝レー市で2013年や2014年からもう一つの政治学院が創設されると公表された。

## 教育
すべての政治学院は法学、歴史、経済学、政治学、社会学、ファイナンスの授業を提供している。社会科学の多様性と分野間矛盾を扱い、総合化能力や問題可決能力などの涵養に重点を置いている。理念はヒューマニズムである。卒業生は、民間企業へ就職した者は、幹部候補生となる。また、フランス国立行政学院への合格者の大半はパリ政治学院出身者であり、フランス国立行政学院と国立司法学院、及びフランス外務省へと入省する学生の数は比較的高いとされている。
また、パリ以外の政治学院はある文化地帯に専門していく傾向がある。例えば、ストラスブール政治学院が欧州連合の問題に関して知られているが、グルノーブルやエクス＝アン＝プロヴァンス政治学院はアラブ世界である。レンヌ政治学院はドイツとの関係である。
その他、全ての政治学院は、フランス国外の留学やインターンシップを一年間の条件を課している。留学は各政治学院とのパートナーシップ次第だが、日本では東京大学のほか、早稲田大学、慶應義塾大学、一橋大学などから留学する学生が多い。インターンシップの場合は本部をフランスに置く多国籍企業やフランス共和国大使館、及び国際連合のような国際機関や重要なNGOでよく行われる。

## クリテリアム
政治学院間クリテリアム（フランス語: Critérium inter-IEP）は、政治学院間のトーナメント方式。1986年から毎年3月に行われ、3000人以上の学生が集まる。20万ユーロのコストは民間企業の提供や学生の寄付などで払われている。